# Zylinderviertel
Das Zylinderviertel ist eine Bezeichnung für ein Hamburger Wohnviertel, das im Stadtteil Lokstedt im Bezirk Eimsbüttel liegt. Es befindet sich zwischen dem Grandweg und dem Lokstedter Steindamm.

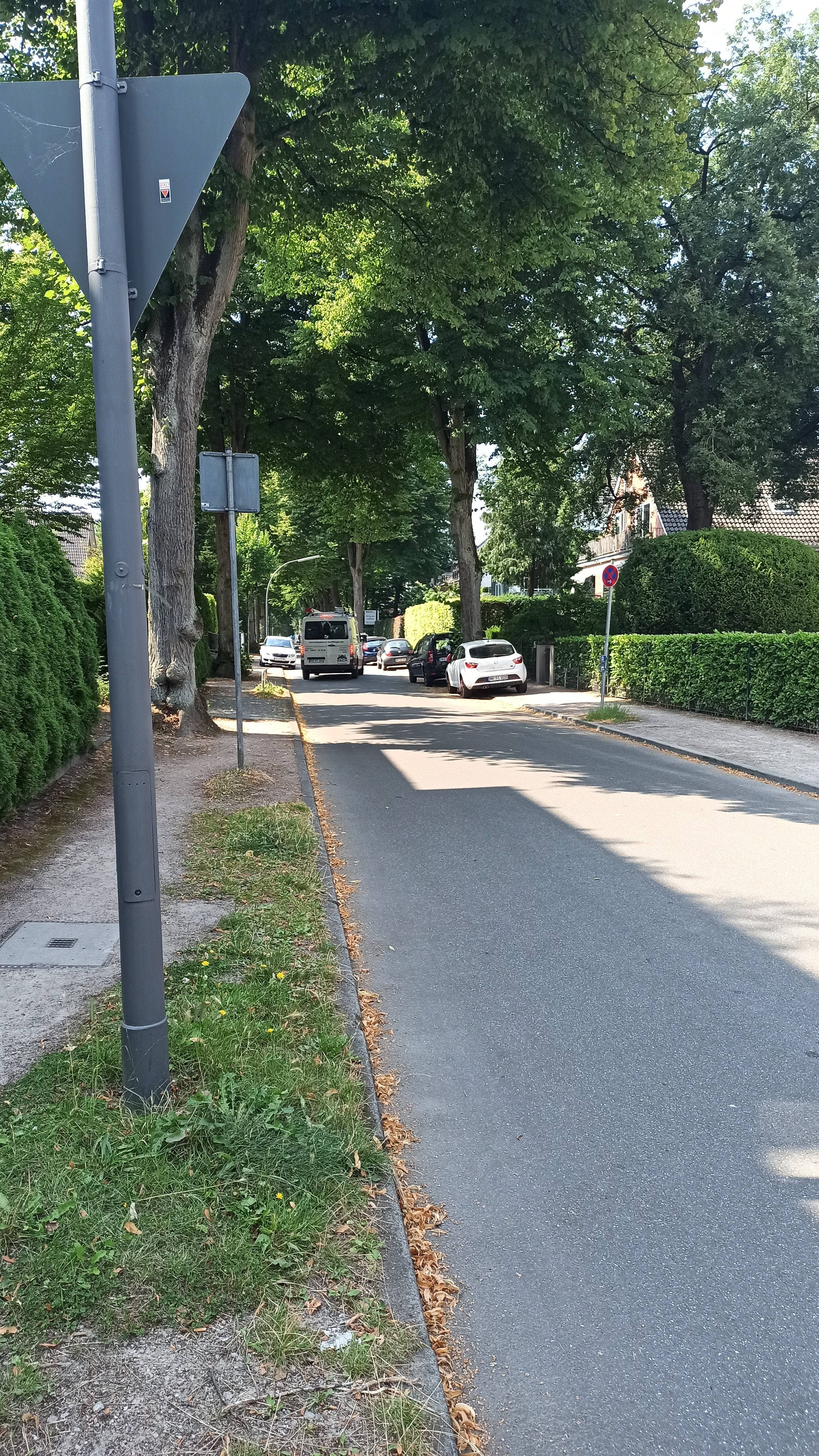
Die Sottorfallee am nordwestlichen Rand des Zylinderviertels.

Das ehemalige Dorf Lokstedt war 1891 das erste Dorf in Deutschland mit einer elektrischen Straßenbeleuchtung, weshalb dort viele Villen entstanden. Heute unterliegen Neubauten dort strengen Kriterien, um den Charakter des Viertels beizubehalten.

## Straßen im Viertel
Das Viertel besteht aus folgenden Straßen:
- Bei der Lutherbuche
- Sottorfallee
- Siebenschön
- Brunsberg
- Behrkampsweg
- Platanenallee

## Infrastruktur

### Öffentliche Verkehrsmittel
Das Viertel hat gute Anbindung zur Bushaltestelle Brunsberg, die zwischen Brunsberg und Behrkampsweg am Lokstedter Steindamm liegt. Dort verkehren die Buslinie 5 und die Nachtbuslinie 604, die Richtung Niendorf und in die Innenstadt fahren, zudem die Buslinie 281, die zum S-Bahnhof Krupunder sowie zum UKE fährt. 
An der Bushaltestelle Siemersplatz, die für die Bewohner von Bei der Lutherbuche die nächstgelegene ist, fahren zudem auch noch die Linien 22 und X22 zum U-Bahnhof Hagenbecks Tierpark, Richtung Stellingen, Blankenese, Jenfeld und zum U-Bahnhof Kellinghusenstraße. Zudem fährt dort noch die Linie 392 nach Teufelsbrück und nach Ohlsdorf.
Auch in der Nähe der Straße Bei der Lutherbuche liegt die Bushaltestelle Behrmannplatz, wo die oben genannten Linien bis auf die X22 und die 5 verkehren.
Die nächstgelegene U-Bahn-Station ist der U-Bahnhof Hagenbecks Tierpark.

### Straßenanbindung
Die nächstgelegene Bundesstraße ist die B447 (Lokstedter Steindamm) Richtung Niendorf/Schnelsen und Richtung Hoheluft und dann weiter Richtung Innenstadt. Diese Straße grenzt an das Zylinderviertel an.
Die nächstgelegene Autobahn ist die A7, welche ca. 3 Kilometer Fahrtweg entfernt ist.

### Bildung
Die nächstgelegene Grundschule ist die Grundschule Döhrnstraße in der Emil-Andresen-Straße.
Das Gymnasium Corveystraße östlich des Lokstedter Steindamms ist das nächste Gymnasium.
Die nächsten Kindergärten sind der Kindergarten bei der Lutherbuche, die Kinderstadt Kita Lokstedt am Lokstedter Steindamm sowie die Elbpiraten Kita, ebenfalls östlich des Lokstedter Steindamms.

### Sport und Freizeit
Der Fußballplatz von Eintracht Lokstedt befindet sich in der Döhrntwiete. Ebenso haben der SC Victoria und der ETV Sporthallen und Sportplätze in der unmittelbaren Nähe der Platanenallee.
In der Döhrnstraße befindet sich das Kletterzentrum des DAV und in der Döhrntwiete eine Sporthalle des Turnverein Lokstedt.

### Weitere Einrichtungen
- Das Bürgerhaus Lokstedt in der Sottorfallee
- Christ-König-Kirche an der Lutherbuche
- Der Lohhbekpark am Lohbekteich westlich vom Grandweg
- Park am Kriegerdenkmal Bei der Lutherbuche